# Ballblazer
Ballblazer is, tezamen met Rescue on Fractalus!, het eerste computerspel ontwikkeld door Lucasfilm Games. Het verscheen in 1984 voor de Atari 8 bit-familie en werd later geporteerd naar Apple II, ZX Spectrum, Amstrad CPC, Commodore 64, Atari 7800 en NES.  
Initieel werd het spel Ballblaster genoemd. Gezien het spel voor de releasedatum al was uitgelekt, kon men het illegaal downloaden op diverse bulletin board systems. Daarom werd beslist om het spel te hernoemen naar Ballblazer.

## Gameplay
Ballblazer wordt gespeeld tussen "mens tegen computer", "mens tegen mens" of "computer tegen computer".
Het beeldscherm is verdeeld in twee horizontale rechthoekige vakken waarin elke speler zijn spelsituatie in zijn perspectief ziet. Verder heeft elke speler zijn eigen te verdedigen doel en is er een zwevende bal. De speler bestuurt een "rotofoil" die ergens een magnetisch veld heeft die de zwevende bal kan vasthouden. Bedoeling van het spel is om de zwevende bal in het doel van de tegenstander te krijgen, en uiteraard het eigen doel te verdedigen zodat de tegenstander geen punten kan maken. 
De rotofoil komt in het bezit van de bal door met het magnetisch veld van de rotofoil tegen de bal te rijden. Via eenzelfde manier kan hij de bal afnemen wanneer deze in het bezit is van de tegenstander.
Elke rotofoil is uitgerust met een vuurknop. Indien de rotofoil in het bezit is van de bal en men vuurt, dan zal het magnetisch veld de bal naar voor doen wegschieten. In het andere geval zal een magnetische golf worden weggeschoten. Als die golf op zijn pad de bal tegenkomt, zal de bal worden weggekaatst. Op die manier kan men de bal dus ook uit het bereik van de tegenspeler houden.
Wanneer de speler niet in het bezit is van de bal en hij laat zijn rotofoil niet rijden, dan zal het spel de rotofoil steeds automatisch draaien zodat deze maximum in een boog van 90 graden van de bal is verwijderd. 
Indien de bal wel in bezit komt, draait de rotofoil zich automatisch naar de zijde waar de goal van de tegenstander staat. Die goal is niet statisch, maar beweegt over de zijlijn van het speelveld. Telkens als men scoort, wordt de goal kleiner.

### Punten en winnaar
De puntenverdeling is als volgt:
- 1 punt wanneer de rotofoil in het doel van de tegenstander rijdt.
- 2 punten voor een kort-afstandsschot. Hierbij wordt de bal afgevuurd en belandt deze in het reeds zichtbare doel van de tegenstander.
- 3 punten voor een lang-afstandsschot. In deze situatie wordt de bal afgevuurd, is het doel van de tegenstander nog niet in beeld, maar belandt de bal wel in dat doel.

De winnaar is de persoon die exact 10 punten scoort binnen een bepaalde tijd. Wanneer de tijd verstreken is en geen van beide spelers exact 10 punten heeft, komt er een golden goal: de eerste speler die een goal maakt, wint dan het spel.
Ten slotte is er nog een eigenaardigheid in de puntentelling: de som van beide spelers kan niet meer dan 10 zijn. Indien wel, dan worden de overbodige punten afgetrokken bij de tegenspeler.

#### Voorbeeld puntentelling
Speler A heeft 6 punten verdiend door 3 korte-afstandsschoten.
Speler B heeft 3 punten verdiend door 3 keer in het doel te rijden.
De score is op dit ogenblik 6-3
Stel dat speler A vervolgens opnieuw scoort met een kort-afstandsschot. Hierdoor krijgt hij twee punten. De score zou dan op 8-3 komen. Echter is de som dan groter dan 10, want 8 + 3 = 11. Alle overbodige punten worden afgetrokken bij de tegenspeler. Dit wil zeggen dat zijn score in deze situatie met 1 punt verminderd. Hierdoor wordt de score 8-2.
Vervolgens scoort speler B 3 punten met een lang-afstandsschot. Daardoor zou de score op 8-5 komen te staan. De som van deze score is 13, dus worden er 3 punten afgetrokken bij speler A. Hierdoor komt de score op 5-5.

## Soundtrack
De achtergrondmuziek van het spel is gemaakt met de "riffology"-techniek, dewelke voor het eerst werd toegepast in dit spel. Men heeft de muziek opgedeeld in verschillende voorgedefinieerde blokken. Die blokken heeft men nogmaals opgesplitst in de verschillende instrumenten. Aan de hand van een algoritme worden deze blokken in een min of meer willekeurige volgorde afgespeeld. Dit heeft als gevolg dat de muziek zich nooit identiek herhaalt, maar wel steeds in een variatie op hetzelfde thema.

## Platforms
| Jaar | Platform                                         |
| ---- | ------------------------------------------------ |
| 1985 | Apple II, Atari 8-bit, Commodore 64, ZX Spectrum |
| 1986 | Amstrad CPC, Atari 5200                          |
| 1987 | Atari 7800, MSX                                  |
| 1988 | NES                                              |

## Ontvangst
| Beoordeeld door                         | Jaar | Platform     | Score |
| --------------------------------------- | ---- | ------------ | ----- |
| ASM (Aktueller Software Markt)          | 1986 | ZX Spectrum  | 92%   |
| The Video Game Critic                   | 2006 | Atari 8-bit  | 91%   |
| The Video Game Critic                   | 1999 | Atari 7800   | 91%   |
| Atari Gamer - XL-XE Game Review Edition | 2013 | Atari 8-bit  | 90%   |
| Computer and Video Games (CVG)          | 1987 | Atari 8-bit  | 90%   |
| 64'er                                   | 1985 | Commodore 64 | 87%   |
| The Video Game Critic                   | 2002 | Atari 5200   | 83%   |
| Megablast                               | 1992 | Atari 7800   | 71%   |
| Tilt                                    | 1987 | Amstrad CPC  | 65%   |
| Digital Press - Classic Video Games     | 2003 | NES          | 30%   |